# Transports en commun de Saint-Dié-des-Vosges
Sylvia (auparavant nommé Transport Urbain Déodatien puis Déobus) est le réseau de transport en commun de l'agglomération de Saint-Dié-des-Vosges. Il est aussi complété par son service de transport à la demande SylVousPlait.

## Historique

### La reprise par Connex
La reprise de la STAVH par le groupe Connex (qui est aujourd'hui Veolia Transport) a bouleversé le paysage des réseaux urbains de Saint-Dié-des-Vosges, Épinal et Remiremont en 2004.
Quand la reprise eut lieu, plusieurs modifications sont apparues sur le réseau de Saint-Dié :
- Un nouveau nom d'exploitation, « Déobus », qui succède au nom TUD (Transports Urbains Déodatien).
- Une nouvelle livrée avec comme principales couleurs le jaune et blanc.
- Un nouveau logo, avec comme couleur du jaune, du vert, et la couleur du mot Déobus(qui est écrit en bleu et orange).
- Une restructuration des lignes : certaines sont supprimées (ligne 8 par exemple) et d'autres créées (ligne 2,3,...).

Ensuite, d'autres modifications sont apparues. 
- Un nouveau dépôt a été construit et accueille désormais les bus Déobus et les cars Veolia Transport.
- De nouveaux bus sont commandés : Agora Line, Mercedes-Benz Sprinter, Mercedes-Benz Citaro K.
- Le lancement d'un service de transport à la demande, Taddeo.

### 2010
En janvier 2010, le réseau a subi de grands changements. Ainsi, les lignes 2 et 3 n'ont plus pour terminus la zone Hellieule, mais la gare. Les lignes 5 et 6 ont été supprimées. La ligne 7 descend toujours de Foucharupt mais se dirige désormais sur le collège Souhait.

### Création de Sylvia
Le 15 février 2021, le contrat de délégation de service public (DSP) est renouvelé et attribué au groupe Transdev. Ce contrat, d'une durée de 8 ans débute le 30 août 2021. À cette même date, le réseau Déobus change de nom pour devenir Sylvia et dessert désormais l'ensemble de la communauté d'agglomération de Saint-Dié-des-Vosges.

## Réseau actuel
Le réseau est composé de 6 lignes urbaines, de 2 lignes interurbaines dites Syllien, de 79 lignes de transport scolaire dites Syllabe et d'un service de transport à la demande baptisé SylVousPlait.

### Réseau urbain
| Ligne       | Parcours                                          | Horaires      | Lun - Sam | Après 20h | Dim - Fêtes |
| ----------- | ------------------------------------------------- | ------------- | --------- | --------- | ----------- |
| Ligne 1     | Hellieule Mauss - Gare - Mairie Sainte-Marguerite | 06h30 – 20h10 | oui       | Non       | Non         |
| Ligne 1 DIM | Mgr Blanchet - Gare - AquaNova America            | 09h00 – 18h00 | Non       | Non       | oui         |
| Ligne 2     | Gare SNCF – Paradis                               | 08h00 – 18h00 | oui       | Non       | Non         |
| Ligne 3     | Gare SNCF - Dijon                                 | 07h50 – 18h50 | oui       | Non       | Non         |
| Ligne 4     | Gare SNCF - Hellieule Mauss                       | 07h15 – 17h50 | oui       | Non       | Non         |
| Ligne 7     | Gare SNCF - Souhait                               | 07h25 – 19h00 | oui       | Non       | Non         |

### Transport à la demande
Le transport à la demande urbain est divisé en plusieurs secteurs. Lors de l'extension en janvier 2018, sept secteurs sont destinés à desservir l'ensemble des territoires de la communauté d'agglomération de Saint-Dié-des-Vosges. Ils ont comme destination :
- le centre-ville et le quartier de la gare de Saint-Dié-des-Vosges ;
- les autres quartiers de St-Dié-des-Vosges : Les Trois Villes, La Madeleine, Le Kemberg, L'Ormont, La Vigne Henry et Robache ;
- ainsi que les communes voisines de Saint-Dié-des-Vosges :
  - Hurbache,
  - La Voivre,
  - Denipaire,
  - Saint-Jean-d'Ormont,
  - Saint-Michel-sur-Meurthe,
  - Nayemont-les-Fosses,
  - Taintrux,
  - Sainte-Marguerite,
  - Saulcy-sur-Meurthe.

### Réseau interurbain
Une ligne régulière fonctionne le mercredi et le samedi et dessert les quartiers de Raon-l'Étape.
Le réseau de transport à la demande interurbain fonctionne de façon, soit un rabattement vers les gares de secteur (Raon-l'Étape, Étival-Clairefontaine, Raves, Provenchères, Saint-Léanord et Vanémont) soit interne secteurs du lundi au samedi, hors jours fériés.
- Secteur St-Dié des Vosges : Ban-de-Laveline, Bertrimoutier, Coinches, Combrimont, Entre-deux-Eaux, Étival-Clairefontaine, Frapelle, Gemaingoutte, La Bourgonce, La Petite-Fosse, La Salle, La Croix-aux-Mines, Le Beulay, Lesseux, Lubine, Lusse, Mandray, Moyenmoutier, Neuvillers-sur-Fave, Nompatelize, Pair-et-Grandrupt, Provenchères-et-Colroy, Raves, Remomeix, Saint-Léonard, Saint-Remy, Vanémont, Wisembach ;
- Secteur Raon-l'Étape : Allarmont, Bionville, Celles-sur-Plaine, Luvigny, Pierre-Percée, Raon-lès-Leau, Raon-l’Étape, Raon-sur-Plaine, Vexaincourt ;
- Secteur Senones : Ban-de-Sapt, Belval, Châtas, Grandrupt, La Grande-Fosse, La Petite-Raon, Le Mont, Le Puid, Le Saulcy, Le Vermont, Ménil-de-Senones, Moussey, Saint-Stail, Senones, Vieux-Moulin ;
- Secteur Fraize : Anould, Arrentès-de-Corcieux, Ban-sur-Meurthe-Clefcy, Barbey-Serroux, Biffontaine, Corcieux, Fraize, Gerbépal, La Chapelle-devant-Bruyères, La Houssière, Les Poulières, Plainfaing, Vienville.